# Потанин, Иван Николаевич
Ива́н Никола́евич Пота́нин (20 января (1 февраля) 1859, Омск — ?) — русский военный деятель, полковник, командир 3-го Кавказского пограничного пешего полка. Генерал-майор в Белой армии.

## Биография
И.Н. Потанин родился 20 января (1 февраля) 1859 года, из мещан города Омска, Акмолинской области. Православного вероисповедания. Общее образование получил дома. Военное образование получил в Казанском пехотном юнкерском училище, окончил курс училища по 2-му разряду.
4 августа 1878 года, приказом по войскам Акмолинской области за № 155, определен рядовым на правах вольноопределяющегося III разряда во 2-й Западно-Сибирский линейный батальон. 2 августа 1879 года в первый раз отправлен в Казанское пехотное юнкерское училище. 17 ноября 1879 года, за неимением в училище вакансий, прикомандирован к 8-му Эстляндскому полку. 16 октября 1880 года откомандирован обратно к своему 2-му Западно-Сибирскому линейному батальону.
11 мая 1881 года произведен в унтер-офицеры. 12 июня 1881 года прикомандирован к Омскому местному батальону. 31 июля 1881 года был повторно отправлен в Казанское пехотное юнкерское училище. За неимением в училище вакансий, 28 ноября 1881 года прикомандирован к 7-му Ревельскому пехотному полку. 11 декабря 1881 года откомандирован обратно к Омскому местному батальону. 25 февраля 1882 года был уволен в запас армии.
30 июля 1882 года зачислен из запаса на сверхсрочную службу в Омский местный батальон. 23 августа 1882 года был отправлен в Казанское пехотное юнкерское училище. 6 сентября 1882 года прибыл в училище и зачислен юнкером в приготовительный класс. 3 августа 1885 года окончил курс училища по 2-му разряду и переименован в подпрапорщики. 5 августа 1885 года отправился к месту служения в Омский местный батальон.
Высочайшим приказом состоявшимся 1-го августа 1887 года произведен в подпоручики.
1 августа 1891 года Высочайшим приказом произведен в поручики.
29 мая 1892 года Высочайшим приказом переведен в Тарскую местную команду.
С 4-го мая по 1-е июня 1893 года находился в 28-ми дневном отпуске с сохранением содержания.
26 февраля 1896 года пожалован серебряной медалью на Александровской ленте Высочайше утвержденной в память Царствования Императора Александра III-го. 9 декабря 1896 года Высочайшим приказом переведен на службу в Томский резервный пехотный батальон.
С 5 сентября 1897 года по 5 января 1898 года находился в 4-х месячном отпуске с сохранением содержания.
10 июня 1898 года, согласно приказу по войскам Омской местной бригады 1898 года за № 156, командирован в город Бийск для исполнения должности Бийского уездного воинского начальника. 4 ноября 1898 года откомандирован от управления Бийского уездного военного начальника и назначен заведовать Змеиногорской отрядной командой.
5 января 1900 года назначен членом батальонного суда. С 24-го июня по 9-е июля 1900 года командирован в город Красноярск на полевую поездку. 9 июля 1900 года, с объявлением мобилизации Томского резервного батальона, вошел в состав Томского Сибирского пехотного полка и назначен командующим 9-й ротой. 31 августа 1900 года утвержден командиром 9-й роты. 6 ноября 1900 года полк демобилизован до штата резервного батальона.
29 июня 1901 года командирован в город Красноярск для устройства лагеря. Высочайшим приказом состоявшимся 15-го июля 1901 года произведен в штабс-капитаны, со старшинством с 6 мая 1900 года. С 15 августа по 24 августа, и с 5 сентября по 10 октября 1901 года командирован для производства военно-конской переписи.
Высочайшим приказом, состоявшимся 6 апреля 1902 года, переведен на службу в Омский резервный батальон. 27 апреля 1902 года прибыл и зачислен в списки батальона. 29 июня 1902 года назначен командующим 5-й ротой Омского резервного батальона.
С 1 января 1903 года является членом комиссии по заведованию офицерским заемным капиталом и членом батальонного суда. 8 января 1903 года сдал 5-ю роту старшему в чине. С 10 января 1903 года исполняющий должность начальника учебной команды.
С 1 января 1904 года исполняющий должность делопроизводителя комиссии офицерского заемного капитала и член суда общества господ офицеров.

### Русско-Японская война
С объявлением мобилизации Омского резервного батальона, 2-го февраля 1904 года назначен командующим 8-й ротой 10-го пехотного Сибирского Омского полка. Находился в данной должности по 2 марта 1905 года. 29 апреля 1904 года выступил с полком из города Омска. 15 мая 1904 года перешел границу Маньчжурии. С 28 сентября по 29 сентября 1904 года участвовал в бою на Чаусанлинском перевале у деревни Сианку к югу от селения Хамыталь. 30 сентября 1904 года в бою у деревни Линхули (пухе). Высочайшим приказом состоявшимся 4 ноября 1904 года за выслугу лет произведен в капитаны, со старшинством с 15 марта 1901 года.
С 25 февраля по 26 февраля 1905 года участвовал в бою у деревни Илу. С 27 февраля по 28 февраля 1905 года у деревни Орынузатунь.
1 марта 1905 года у речки Фанхте (Фаньхэ) (дер. Сигуль). С 2-го марта по 23 мая 1905 года назначен временно командующим 1-м батальоном. С 23 мая по 20 июля 1905 года временно командующим 4-м батальоном. Приказом по войскам 1-й Маньчжурской армии от 25-го апреля 1905 года за № 331 за отличия в боях с 8-го по 25-е февраля 1905 года, награждён орденом Св. Станислава 3-й степени с мечами и бантом. Приказом главнокомандующего всеми сухопутными и морскими вооруженными силами, действующими против Японии от 7 июля 1905 года за № 1217 за отличие в боях с 28-го сентября по 5-е октября 1904 года награждён оденом Св. Владимира 4-й степени с мечами и бантом. С 20 июля 1905 года по 28 июля 1905 года, командир 4-го батальона на законном основании. 27 июля 1905 года сдал 4-й батальон старшему в чине и принял на законном основании 14-ю роту. 8 декабря 1905 года, на обратном пути в Россию, перешел границу Маньчжурии. На место постоянной дислокации, в Омск, полк прибыл 26-го декабря.

### Время между войнами
С 5 января по 8 апреля 1906 года, за расформированием 4-го батальона полка, назначен на законном основании командующим 7-й ротой. Высочайшим приказом от 28 марта 1906 года за отличие в делах против японцев произведен в подполковники, со старшинством с 29 сентября 1904 года. 8 апреля 1906 года назначен младшим штаб-офицером 2-го батальона, сдал 7-ю роту. С 24 апреля 1906 года по 24 февраля 1907 года представитель полкового суда. С 17 июня по 5 августа 1906 года временно командующим 2-м батальоном. С 6 июля по 17 июля 1906 года командирован в город Павлоград членом временного военного суда. 26 сентября 1906 года назначен наблюдающим за пулеметной ротой, конно-охотничьей и учебной командами. С 23 октября по 29 ноября 1906 года командирован в город Тобольск во временный окружной суд. Согласно приказу по Военному ведомству 1906 года за № 41 имеет право на ношение на груди светло-бронзовой медали «В память русско-японской войны».
С 22 февраля по 21 марта 1907 года временно исполняющий должность заведующего хозяйством. С 12 июня по 12 октября 1907 года находился в 4-х месячном отпуске, по болезни, с сохранением содержания. С 11 декабря 1907 года по 11 января 1908 года представитель полкового суда. Согласно приказу по Омскому военному округу от 21 декабря 1907 года за № 286 назначен запасным членом Омского окружного суда с 1-го января по 1-е мая 1908 года.
11 января 1908 года назначен членом Омского военного окружного суда. С 4 марта по 13 апреля 1908 года командирован во временный окружной суд в города Тобольск, Тюмень и Туринск. 23 мая 1908 года, согласно приказу по Омскому военному округу 1908 года за № 65, назначен запасным членом Омского военно-окружного суда. С 31 мая по 3 июля 1908 года командирован в Омскую саперную бригаду для обучения саперному делу. Обучался с 1-го июня по 1-е июля 1908 года и на поверочном испытании произведенном особой комиссией оказался «отлично» знающим саперное дело. Высочайшим приказом состоявшимся 11-го июля 1908 года переведен на службу в 7-й пехотный Сибирский резервный Красноярский полк. С 5 августа по 19 октября 1908 года командирован во временно-военный суд в города Туринск, Тюмень, Тобольск и Курган. 9 августа 1908 года зачислен в списки 7-го пехотного Сибирского резервного Красноярского полка и по отчетам полагается в ожидании. 1 ноября 1908 года, на основании приказа Омского военного округа за № 196, назначен временным членом в постоянном военном суде в городе Омске.
26 марта 1909 года прибыл из командировки из Омского военно-окружного суда. С 3 апреля по 13 апреля, и с 21 апреля по 30 апреля 1909 года назначен временным членом во временном суде в городе Томске. 5 мая 1909 года назначен командиром 2-го батальона 7-го пехотного Сибирского резервного Красноярского полка. 7 июня 1909 года вступил в командование батальоном. 22 июня 1909 года назначен наблюдающим за командами: пулеметной и разведчиков. С 25 сентября по 31 сентября 1909 года назначен временным членом во временно-военном суде в городе Томске. 17 октября 1909 года командирован в город Мариинск во временный военный суд временным членом. 31 октября 1909 года прибыл из командировки. С 19 ноября 1909 года по 19 февраля 1910 года был временно командующим полком.
27 февраля 1910 года, на основании предписания начальника 2-й Сибирской резервной пехотной бригады за № 4137, командирован в город Омск, в Омский военно-окружной суд членом суда на время с 1-го марта по 1-е июня. 5 июня 1910 года прибыл из командировки и вступил в командование 2-м батальоном. 30 июля 1910 года переведен в 42-й Сибирский стрелковый полк. С 9 августа 1910 года председатель полкового суда. С 20 августа 1910 года председатель суда общества офицеров. 21 августа 1910 года исключен из списков 7-го пехотного Сибирского резервного Красноярского полка. С 25 августа по 3 сентября 1910 года назначен временным членом во временно-военном суде в городе Томске. 10 ноября 1910 года назначен исправлять должность старшего штаб-офицера полка. Возложено наблюдать за командами: учебной и разведчиков. С 10 ноября по 21 ноября 1910 года назначен временно командующим полком. 12 ноября 1910 года сдал 2-й батальон. Высочайшим приказом состоявшимся 14 ноября 1910 года переведен в 42-й Сибирский стрелковый полк. 25 ноября зачислен в списки полка. Высочайшим приказом состоявшимся 6-го декабря 1910 года пожалован орденом Св. Станислава 2-й степени.
15 февраля 1911 года назначен исполняющий должность 2-го старшего штаб-офицера полка на законном основании. 23 февраля 1911 года назначен временно командующим 3-й батальоном. Возложено наблюдение за командами: пулеметной и связи. 16 апреля 1911 года принял исполнение обязанности ктитора полковой церкви. 26 мая 1911 года временно командующим 1-м батальоном. На основании приказа по гарнизону от 29 октября 1910 года за № 130 назначен исполняющим обязанности председателя гарнизонной санитарной комиссии. Этим же днём назначен наблюдающим за учебной командой. 28 мая 1911 года назначен наблюдающим за командой разведчиков. С 21 июля по 30 августа 1911 года назначен командующим частями полка оставшимся в городе Томске при подвижном сборе под городом Омском. 12 августа 1911 года сдал исполнение обязанности председателя гарнизонной санитарной комиссии. 31 августа 1911 года, на основании приказа по войска Омского военного округа 1911 года за № 197, назначен временным членом Омского военно-окружного суда. Сдал батальон и наблюдение за командами. 1 сентября 1911 года сдал обязанность председателя полкового суда. Выбыл в командировку в город Омск.
7 января 1912 года прибыл из командировки. 10 января 1912 года назначен наблюдающим за командами: пулеметной и связи. С 14 января по 6 марта 1912 года назначен временно командующим 2-м батальоном. 3 февраля 1912 года назначен наблюдающим за командами учебной и разведчиков. С 23 февраля по 26 февраля 1912 года, с разрешения командующего войсками Омского военного округа, командирован с отрядом для расчистки пути железной дороги близ станции Тайга Сибирской железной дороги. 10 марта 1912 года назначен председателем гарнизонной санитарной комиссии. 30 марта 1912 года, на основании приказа по войскам Омского военного округа от 19 марта, назначен временным членом временного военного суда в городе Томске. С 4-го апреля по 11 апреля 1912 года назначен временно командующим полком. 14 апреля 1912 года назначен командиром 2-го батальона. С 17 мая 1912 года председатель суда чести. 26 мая 1912 года назначен наблюдающим за командами: пулеметной и связи. 30 мая 1912 года командирован в город Омск в 4-й Сибирский саперный батальон для изучения войскового инженерного дела. 9 июня 1912 года прибыл из командировки. 16 июня 1912 года успешно выдержал испытание в знании инженерного дела. С 2 октября по 22 октября 1912 года назначен временным членом во временном военном суде в городе Томске. 22 октября 1912 года командирован в Томскую войсковую приёмную комиссию для исполнения обязанности председателя этой комиссии.
С 21 февраля 1913 года имеет право на ношение на груди Высочайше утвержденной светло-бронзовой медали в память 300-летия Царствования Дома Романовых. Высочайшим приказом состоявшимся 6 мая 1913 года произведен в полковники с переводом в 202-й пехотный Горийский полк. Согласно приказу по Военному Ведомству 1913 года № 72 отдано старшинство в чине полковника с 6 декабря 1912 года. Зачислен в списки 202-го пехотного Горийского полка и впредь до прибытия полагается в ожидании. 13 мая 1913 года исключен из списков 42-го Сибирского стрелкового полка и впредь, до отправления к штатному месту служения, полагается прикомандированным. 31 июля 1913 года прибыл в 202-й пехотный Горийский полк. 10 августа 1913 года назначен наблюдающим за командами. С 1 октября по 28 октября 1913 года назначен наблюдающим за обучением запасных нижних чинов. С 18 октября по 21 октября, и с 22 октября по 29 октября 1913 года временно командующим полком. 11 ноября 1913 года выбран членом в суд чести для штаб-офицеров. С 18 ноября по 20 ноября 1913 года временно командующим полком. 29 декабря 1913 года назначен председателем полковой санитарной комиссии на 1914 год. С 29 декабря по 30 декабря 1913 года временно командовал полком.

### Первая мировая война
С 14-го августа 1914 года, по мобилизации, главнокомандующим войсками Кавказского военного округа, назначен командиром 224-го пехотного запасного батальона (город Александрополь). Приказ по полку 1914 года № 52.
С 23-го июля 1916 года командир 3-го Кавказского пограничного пешего полка.
Со 2-го июня 1917 года состоял в резерве чинов при штабе Кавказского военного округа с зачислением по армейской пехоте.

### Гражданская война
Служил в армии адмирала А. В. Колчака. 6-го апреля 1919 года уволен от службы генерал-майором.

## Семья
Женат вторым браком на дочери надворного советника, Анне Никандровне Тамыковской, уроженке Тобольской губернии. Имеет четырех детей, два сына и две дочери. Арсений - родился 8-го мая 1897 года, Константин - родился 5-го марта 1900 года, Руффина - родилась 2-го сентября 1891 года, Ирина родилась 5-го мая 1896 года.

## Награды
- Орден Святой Анны 3-й степени с мечами и бантом (1904)
- Орден Святого Станислава 3-й степени с мечами и бантом (1905)
- Орден Святого Станислава 2-й степени (ВП от 06 декабря 1910)
- Орден Святого Владимира 4-й степени с мечами и бантом (1905)
- Медаль «В память царствования императора Александра III» (26 февраля 1896)
- Светло-бронзовая медаль «В память русско-японской войны» (1906)
- Медаль «В память 300-летия царствования дома Романовых» (21 февраля 1913)